# Bačkovica
 Ovo je glavno značenje pojma Bačkovica. Za planinski vrh na Bilogori pogledajte Bačkovica (Bilogora).
Bačkovica je naselje u Republici Hrvatskoj, u sastavu općine Velika Pisanica, Bjelovarsko-bilogorska županija.

## Stanovništvo
Prema popisu stanovništva iz 2001. godine, naselje je imalo 85 stanovnika te 36 obiteljskih kućanstava.

Prema popisu stanovništva 2011. godine naselje je imalo 46 stanovnika.
| broj stanovnika | 258   | 289   | 300   | 479   | 484   | 629   | 613   | 658   | 331   | 389   | 358   | 262   | 209   | 168   | 85    | 46    | 27    |
|                 | 1857. | 1869. | 1880. | 1890. | 1900. | 1910. | 1921. | 1931. | 1948. | 1953. | 1961. | 1971. | 1981. | 1991. | 2001. | 2011. | 2021. |